# Brian Ashton
Pour les articles homonymes, voir Ashton.
Pas d'image ? Cliquez ici

a Compétitions nationales et continentales officielles uniquement.

Dernière mise à jour le 02/12/2017.
Brian Ashton, né le 3 septembre 1946 à Leigh, dans le Grand Manchester, est un joueur anglais de rugby à XV. Il évolue au poste de demi de mêlée. Il devient par la suite entraîneur, en particulier chargé des équipes nationales d'Irlande de 1996 à 1998 et d'Angleterre entre 2006 et 2008.

## Biographie
Demi de mêlée, Brian Ashton a été un bon joueur de rugby à XV, sa carrière connaissant son apogée lors d'une convocation sur le banc de touche sans entrer en jeu lors d'un Angleterre-Écosse le 15 mars 1975.
Brian Ashton est largement reconnu comme un des plus remarquables entraîneurs de lignes arrière. L'Angleterre a joué son rugby le plus offensif et le plus brillant quand Brian Ashton a été l'assistant de Clive Woodward de 1998 à 2002. 
Ashton a comme entraîneur en chef conduit Bath à son dernier titre en 1996, etc. 

Ashton a été entre autres l’entraîneur de l'équipe anglaise de Bath, la Coupe d'Europe en 1998. Il a aussi été brièvement l’entraîneur de l'équipe d'Irlande.

## Carrière de joueur
- Angleterre du Nord, Barbarians, Lancashire, Tyldesley, Fylde,
- Orrell,
- AS Montferrand,
- Roma, Milan, Angleterre touriste.

## Carrière d'entraîneur
- Sélectionneur de l'équipe d'Angleterre de rugby à XV (2006-2008)
- Entraîneur assistant chargé des lignes arrière de l'équipe d'Angleterre de rugby à XV (2006-2006)
- National Academy Manager (2002-2005)
- Angleterre A et Churchill Cup
- Entraîneur assistant chargé des lignes arrière de l'équipe d'Angleterre de rugby à XV (1998-2002)
- Sélectionneur de l'équipe d'Irlande de rugby à XV (1996-1998)
- Entraîneur principal de Bath (1994-1996, 2005-2006)
- Entraîneur assistant de Bath (1989-1994)

## Palmarès
- Coupe du monde de rugby à XV
  - 2007 : Finaliste
- Autres
  - Calcutta Cup (1) : 2007
  - Millennium Trophy (1) : 2008
  - Trophée Eurostar (2) : 2007 et 2008

## Autres activités
Brian Ashton a aussi enseigné l'histoire et a entraîné dans plusieurs disciplines à King's School Bruton (Somerset) dans la fin des années 1980 et le début des années 1990, où son épouse travaille toujours comme professeur.